# Ганале-Дориа
Ганале-Дориа (сомал.  Webiga Janaale) — многоводная река на юго-востоке Эфиопии. Берущая начало в горах к востоку от Алета-Уондо, Ганале-Дориа течёт на юг и восток, чтобы слиться с Дауа на границе с Сомали и стать Джуббой. Притоки реки включают Вельмел, Вейиб (также известный как Гестро) и Мена. Водопады Дель-Верме являются примечательной особенностью её среднего течения.
Согласно материалам, опубликованным Центральным статистическим агентством Эфиопии, Ганале-Дориа имеет общую длину 858 км. Министерство водных ресурсов Эфиопии описывает площадь водосбора бассейна рек Ганале-Дориа — Дава как 82 600 км² (31 900 кв. миль) с годовым стоком 5,80 млрд куб. метров (205×109 куб. футов) и удельным расходом 1,2 литра в секунду (0,042 куб. фута/с) на квадратный километр. Площадь водосбора оценивается как имеющая потенциал для орошения 1070 км² (410 кв. миль) и выработки 9270 гигаватт-часов в год.
Река Ганале была переименована в Ганале-Дориа итальянским исследователем Витторио Боттего в честь итальянского биолога Джакомо Дориа.
Ганале-Дориа имеет историческое значение, поскольку она служила границей между провинциями Сидамо и Бале. Место слияния Ганале-Дориа с Дауа примечательно как бывшая отправная точка границы между Эфиопией и Кенией на западе и отправная точка границы между Эфиопией и Сомали на востоке. В 1936 году к югу от русла реки произошло сражение у Ганале-Дориа.